# Mali Nahirți, Kameanka-Buzka
Mali Nahirți (în ucraineană Малі Нагірці) este un sat în comuna Velîkosilkî din raionul Kameanka-Buzka, regiunea Liov, Ucraina.

## Demografie
Componența lingvistică a localității Mali Nahirți
     Ucraineană (100%)
Conform recensământului din 2001, toată populația localității Mali Nahirți era vorbitoare de ucraineană (100%).